# Miguel Ferreira da Silva
Miguel Jesus Neves Ferreira da Silva (Porto, 1972) é um jurista, investigador, escritor e professor português. Foi o 1.º Presidente da Iniciativa Liberal, sendo atualmente membro do conselho nacional do partido. 

## Formação
Licenciou-se na Faculdade de Direito de Lisboa e especializou-se em Segurança e Defesa. Após o doutoramento em Nottingham representou o MDN em Washington. 